# Собор Марии, Царицы Небесной
Собор Марии, Царицы Небесной (полное название — Большой Собор Марии, Царицы Небесной и Святого Иакова; фр. Cathédrale Marie-Reine-du-Monde et St-Jacques-le-Majeur) — малая базилика в Монреале (Квебек, Канада) и резиденция Римско-католической Архиепархии Монреаля. Это третья по величине церковь в Квебеке после Оратория Святого Иосифа в Монреале и Базилики Святой Анны в Сент-Анн-де-Бопре. Здание собора имеет 101 м в длину, 46 метров в ширину и 77 м в высоту (по куполу); диаметр купола составляет 23 м.
Церковь расположена на Соборной улице 1085 и вместе с прилегающим зданием епархии образует восточную сторону Площади Канады, занимая доминирующее положение на Дорчестер-сквер.

## История
Строительство собора заказал Игнас Бурже, второй епископ Монреаля, в качестве замены сгоревшего в 1852 году Собора Святого Иакова. Выбранное для строительство место было спорным из-за расположения в западной части центра города, в тогда преимущественно английском районе, вдали от домов франко-канадских прихожан. А выбор модели Собора — по примеру Базилики Святого Петра в Риме — был продиктован соперничеством с сульпицианами и с Англиканской церковью, которые предпочитали стиль неоготики. Первый архитектор, Виктор Буржуа, однако отказался от проекта после изучения собора Святого Петра, заявив, что его нельзя воспроизвести в меньшем масштабе.
Работы по возведению собора начались в 1875 году, а освещение новой церкви было произведено в 1894 году как Собора Святого Иакова — в честь Святого Иакова Великого, покровителя церковного прихода собора. В то время это была самая большая церковь в Квебеке.
В 1919 году Папа Бенедикт XV присвоил собору статус малой базилики.
Папа Пий XII в 1955 году по просьбе кардинала Поля-Эмиля Леже произвел повторное посвящение собора — в честь Марии, Царицы Небесной (титул, провозглашенный Деве Марии энцикликой Ad Caeli Reginam в 1954 году).
28 марта 2000 года собор был признан Национальным историческим памятником Канады.

## Оформление собора

### Баптистерий
Небольшая часовня посвящена обрядам крещения. Мраморная купель установлена на лепном распятии, созданном Луи-Филиппом Эбером.

### Погребальная часовня епископов

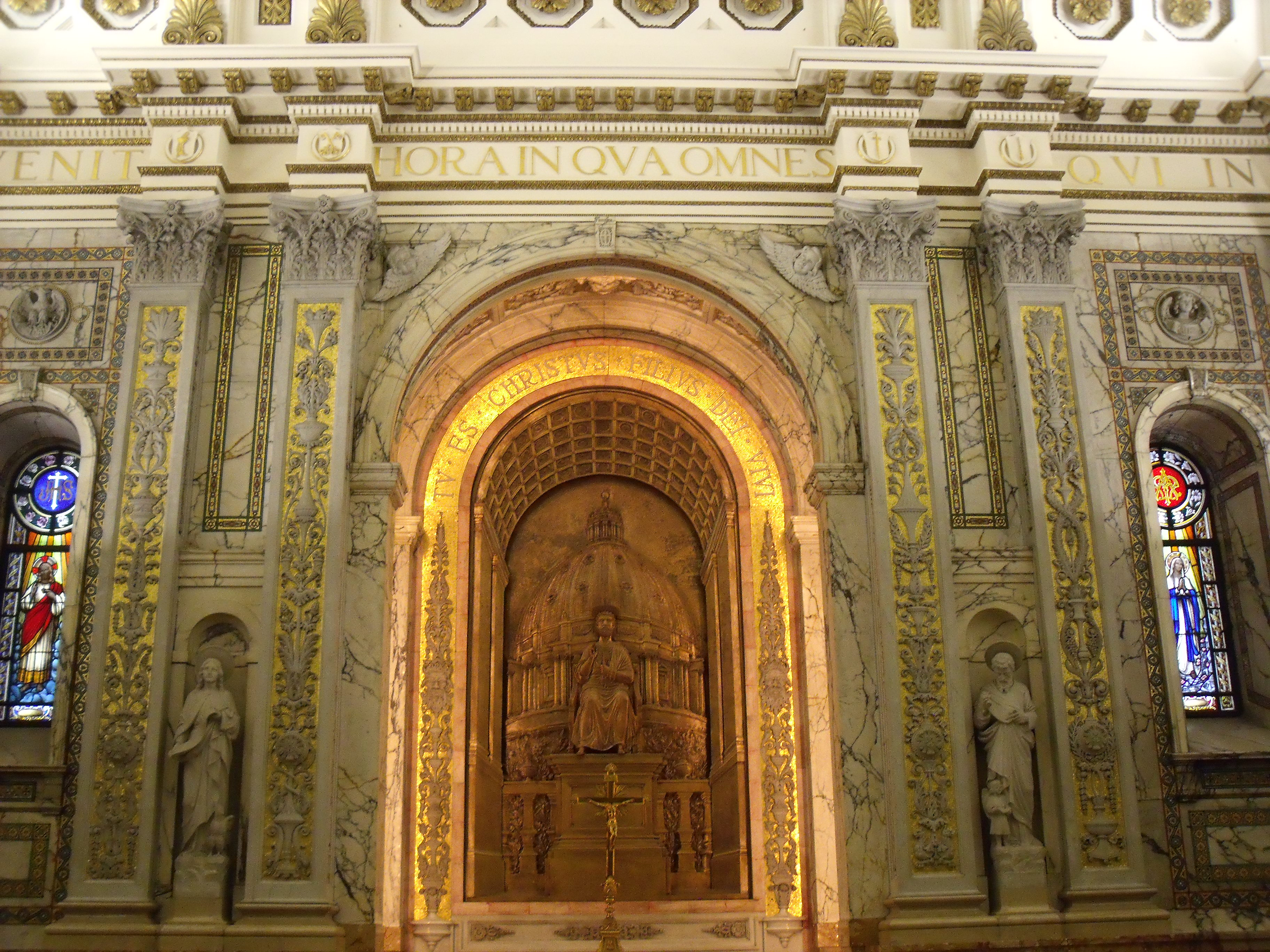
Погребальная часовня епископов в восточной части собора.

Погребальная часовня, построенная в 1933 году, расположена в восточной части здания.
Стены и полы выполнены из мрамора, импортированного из Италии, и украшены мозаикой. Бронзовая доска над алтарем изображает базилику Святого Петра в Риме.
В центре часовни находится гробница епископа Бурже. Останки епископа, лежавшие в склепе под одной из колонн собора, были перенесены в гробницу 27 апреля 1933 года.
Титулярные епископы похоронены на западной, а викарные — на восточной стороне. Поскольку в соборе не хватало места для захоронения викарных епископов, в 2005 году рядом с первоначальной была построена вторая часовня, где было подготовлено ещё 15 мест для захоронения.

### Часовня Успения Пресвятой Богородицы
Эта часовня, также известная как Часовня Бракосочетаний, расположена на западной стороне нефа (напротив Часовни Епископов). Часовня представляет собой резной деревянный алтарь, украшенный сусальным золотом и обрамляющий картину, изображающую Вознесение Девы Марии. Алтарь был изготовлен испанским монахом около 1635 года в аббатстве в Беллеле (Секур, Швейцария). Когда монахи были вынуждены уйти во время религиозного конфликта, французские войска продали всю драгоценную мебель в аббатстве. В начале XX века австрийский архитектор-реставратор Родольф Мессмер обнаружил алтарь в церкви в Сюарсе (Франция), приобрел его и в 1994 году подарил Римско-католической Архиепархии Монреаля.
В 1957 году кардинал Поль-Эмиль Леже передал часовню в распоряжение Мальтийского ордена, которому посвящены витражи.

### Киворий

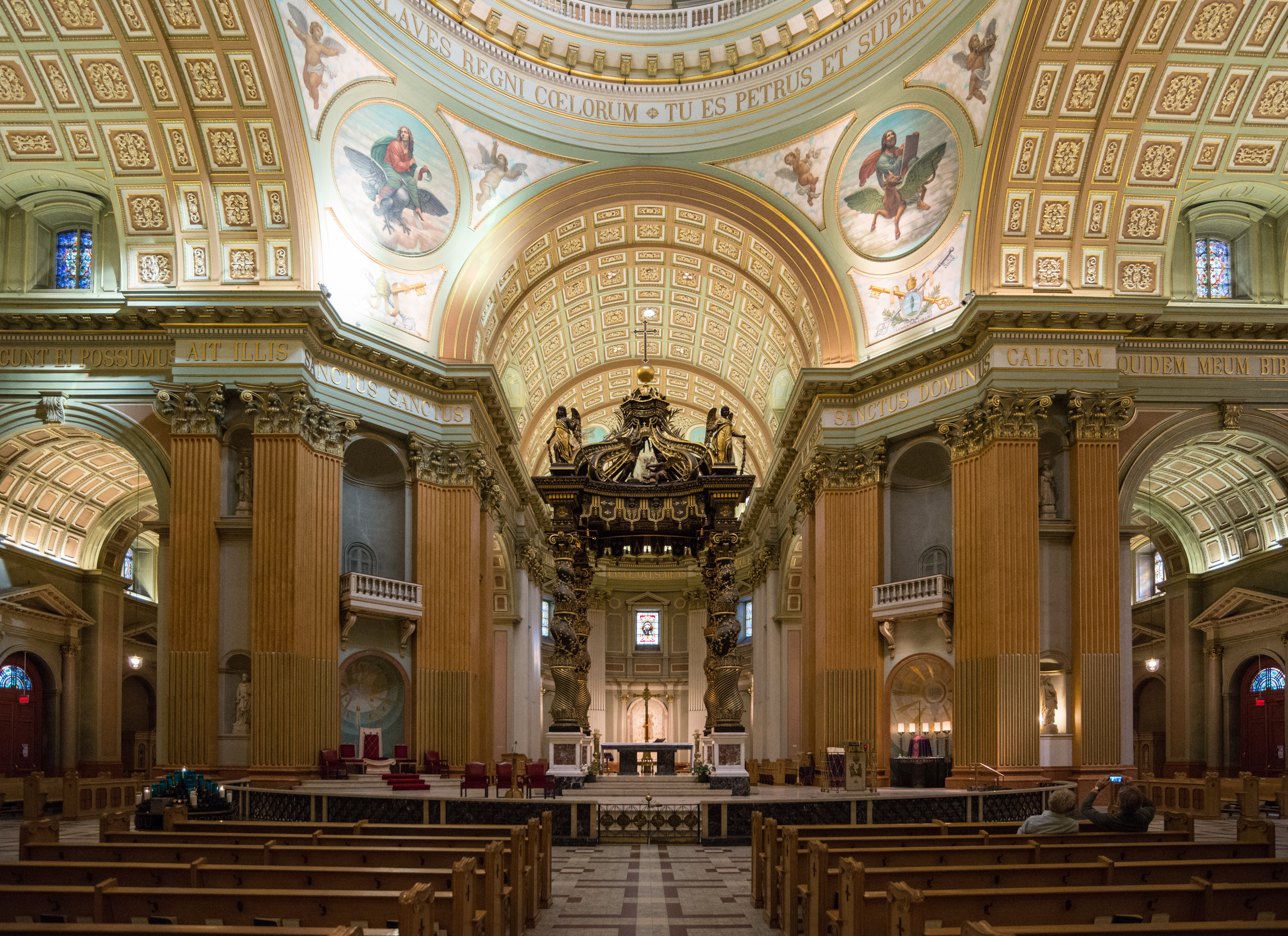
Киворий под куполом в стиле необарокко.

Алтарь под куполон расположен в кивории в стиле необарокко с извилистыми колоннами, созданном в Риме в 1900 году Жозефом-Артуром Винсентом как репродукция знаменитого балдахина в базилике Святого Петра, созданного Джованни Лоренцо Бернини. Он сделан вручную из красной меди и сусального золота. Ангелы, гирлянды и папские знаки отличия были созданы между 1910 и 1911 годами Олиндо Граттоном. Это произведение искусства было подарено собору сульпицианами.

### Большой орган
Орган собора был создан фирмой "Casavant Frères" и сдан в эксплуатацию 22 сентября 1893 года. На тот момент он содержал 56 регистров с тремя клавиатурами для рук и одной педальной клавиатурой.
В 1951 году орган потребовал ремонта, в ходе которого были добавлены ещё 20 регистров и одна клавиатура для рук. В 1995—1996 годах инструмент снова был на восстановлении, при этом были добавлены ещё 17 регистров.

### Живопись
Проходы нефа и арки трансепта содержат картины, изображающие исторические события первых дней Монреаля.

### Статуи
В апсиде находится статуя Марии, Царицы Небесной, покровительницы собора, работы Сильвии Дауст.
На фасаде Святого Петра находятся статуи 12 апостолов.

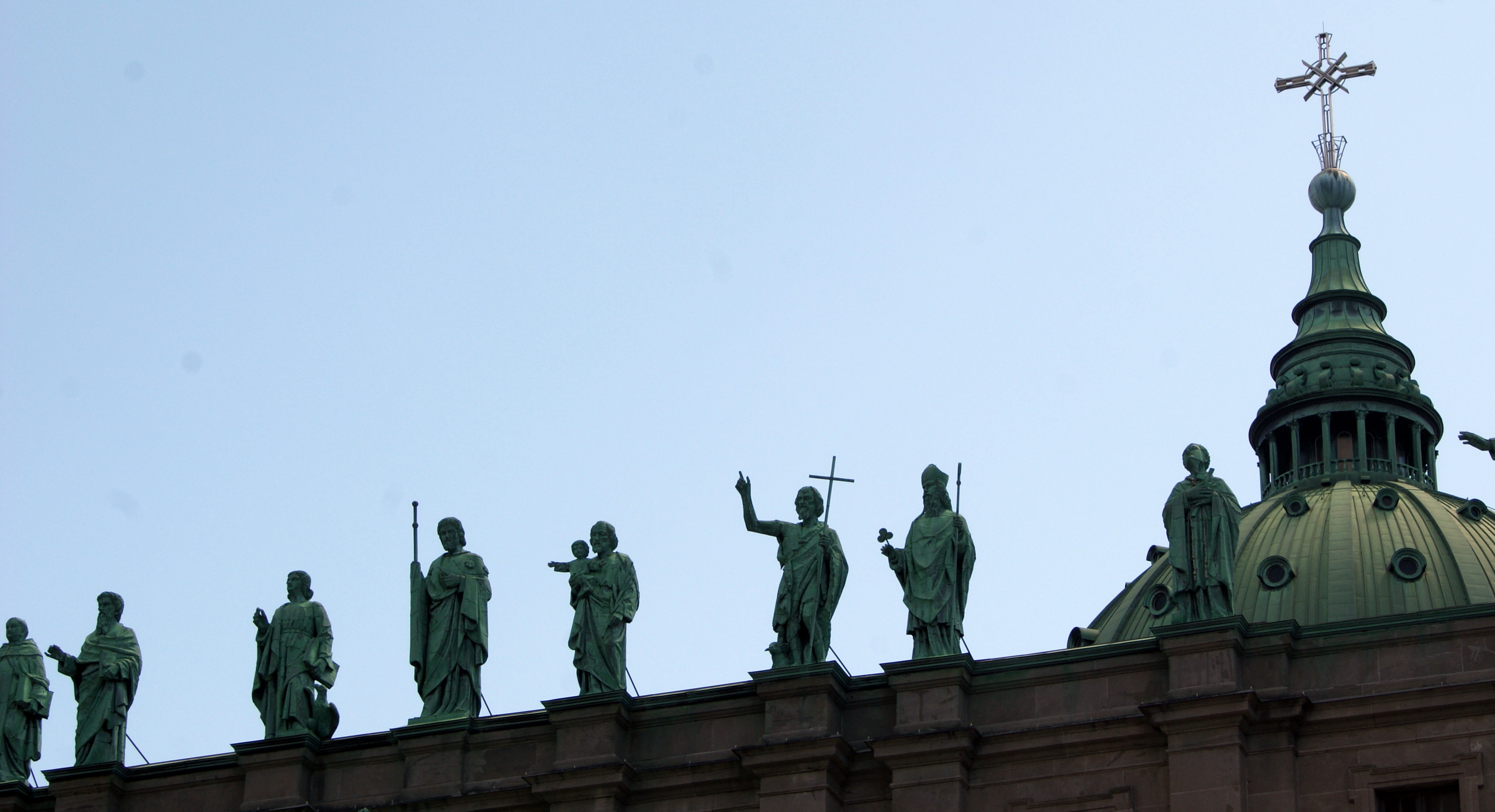
Статуи святых покровителей приходов Монреаля на главном фасаде.

Главный фасад собора увенчан статуями святых покровителей 13 приходов Монреаля, которые были сооружены на средства самих приходов. Все статуи были выполнены Джозеф-Олиндо Грэттоном между 1892 и 1898 годами.
Рядом с церковью стоит памятник Игнасу Бурже.

### Тексты

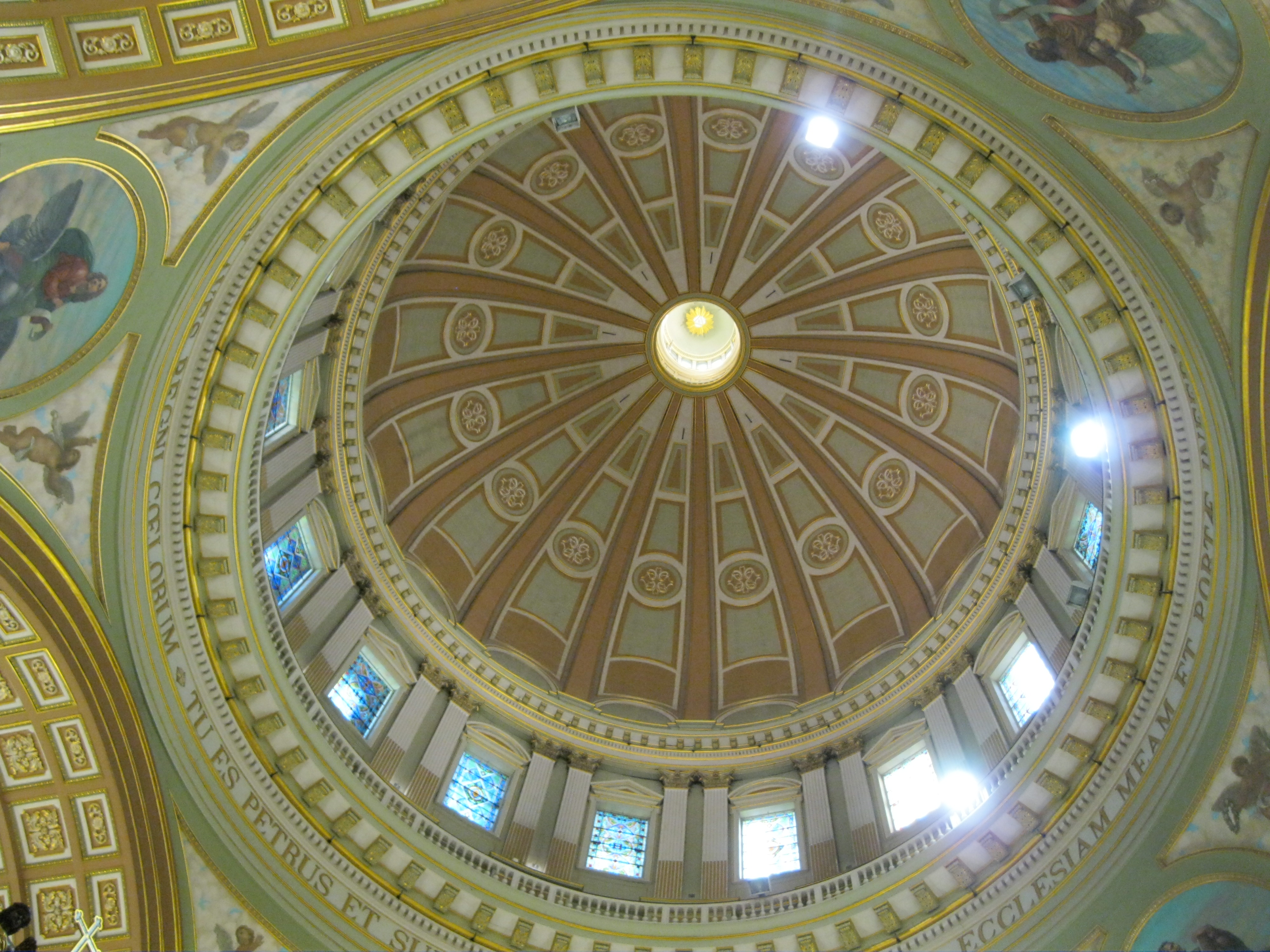
Купол собора с текстом внутри.

Несколько текстов, написанных золотыми буквами, украшают внутреннюю часть собора. Поскольку здание изначально было посвящено Святому Иакову Великому (и остается таковым до сих пор), большинство латинских текстов относятся к его жизни.
Тексты в трансептах основаны на Евангелии от Матфея и говорят о том, как братья Иаков и Иоанн спрашивают у Иисуса возможности воссесть рядом с ним, один слева, а другой справа, в его Царстве.
В двух других текстах, основанных на Евангелии от Матфея, говорится о призвании святого Петра, главы апостолов.
Другие надписи основаны на иных священных текстах.